# Christine Biniasch
Christine Biniasch (* 25. September 1963 in der Tschechoslowakei) ist eine Schauspielerin.
Biniasch war als Schauspielerin nur in Deutschland tätig.

## Filmographie (Auswahl)
- 1981: Ne scheene Jejend is det hier
- 1981: Die blonde Caroline
- 1981: Im Morgenwind
- 1982: Manni, der Libero
- 1984–1986: Ich heirate eine Familie
- 1985: Hart an der Grenze
- 1986: Der Kandidat
- 2006: Engel wie wir
- 2010: Freiwild